# Alfonso Espinosa
Alfonso José Espinosa Trujillo (Calabozo (Estado Guárico), 14 de agosto de 1907 - Caracas,14 de diciembre de 1969) fue un economista, jurista y político venezolano. 

## Vida
Hijo del abogado Miguel Antonio Espinosa y doña Trinidad Trujillo, obtuvo el grado de Doctor en Ciencias Políticas y Sociales en la Universidad Central de Venezuela. Poseedor de una dilatada trayectoria en la vida financiera y política del país, ejerció los cargos de Presidente de la Cámara de Diputados y Ministro de Hacienda durante la presidencia de Isaías Medina Angarita.
Desempeñó la posición política de secretario de la Gobernación del Distrito Federal. Sirvió en la administración pública en el Ministerio de Hacienda desde 1936 hasta octubre de 1945, llegando a ocupar el cargo de Ministro. Fue representante de la Cámara de Diputados en el Consejo de Presupuesto en 1941. Fue además presidente del Banco Central de Venezuela desde mayo de 1958 hasta finales de 1960, cuando renunció al cargo en solidaridad con el entonces Ministro de Hacienda, José Antonio Mayobre, quien tuvo una severa discrepancia con el presidente Rómulo Betancourt y el resto de su gabinete ejecutivo en relación con la solución adoptada frente a la crisis monetaria y financiera que enfrentaba Venezuela en esa época.
Fue elegido como Individuo de Número de la Academia de Ciencias Políticas y Sociales (sillón XXVII) el 15 de septiembre de 1959. Se incorporó con un trabajo titulado El bolívar, moneda nacional. Actuó como director de las empresas filiales de la Corporación Venezolana de Guayana (CVG), como consultor jurídico y como asesor de la Presidencia de dicha Corporación.

## Publicaciones
- El proceso monetario, Venezuela: 1930-1960 (Caracas, 1963).
- El problema monetario y fiscal en Venezuela (Caracas 1953).
- El Banco Central de Venezuela y el mercado monetario (Caracas, 1961).
- La villa de Calabozo. Bosquejo histórico (Caracas, 1965).